# Purperrupsvogel
De purperrupsvogel (Campephaga quiscalina) is een zangvogel uit de familie Campephagidae (rupsvogels).

## Verspreiding en leefgebied
Deze soort komt voor in westelijk en centraal Afrika en telt drie ondersoorten:
- C. q. quiscalina: van Guinee en Sierra Leone tot noordelijk Angola.
- C. q. martini: van zuidelijk Soedan en westelijk Kenia tot oostelijk Congo-Kinshasa en Zambia.
- C. q. muenzneri: oostelijk Tanzania.

## Status
De grootte van de populatie is niet gekwantificeerd maar de soort wordt omschreven als schaars tot plaatselijk algemeen. Op de Rode lijst van de IUCN heeft deze soort de status niet bedreigd.